# Tangia

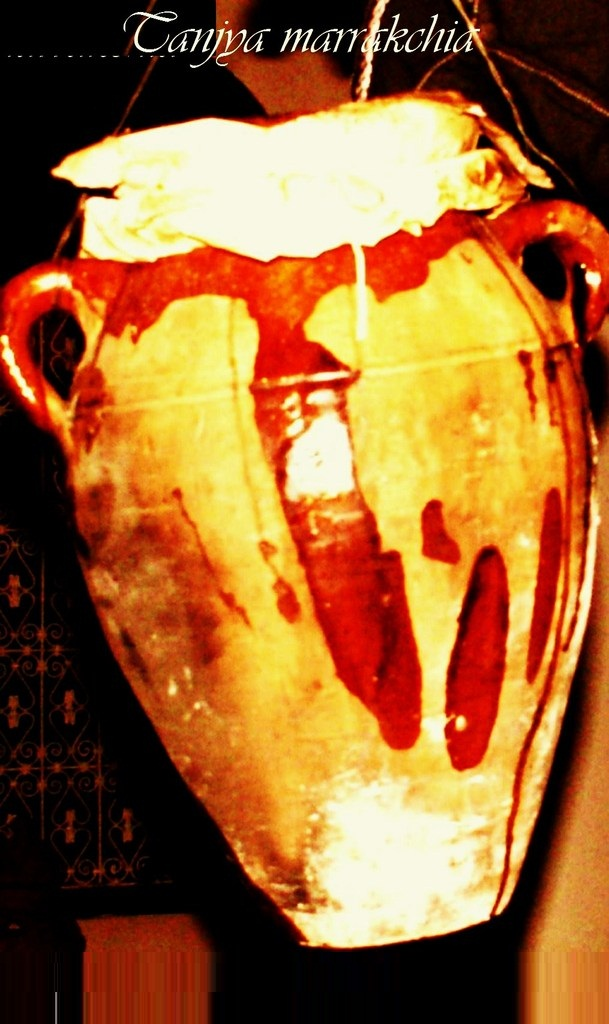
Tangia Marrakchia (Marrakech).

La tangia es un guiso de carne típico de la cocina  marroquí. Denominado modernamente a veces "guiso de estudiantes", contiene diversos trozos de carne (generalmente cordero en especial la pierna), y se aromatiza con cúrcuma (le proporciona un color amarillo) y comino. Algunas recetas incluyen la mezcla ras al hanut entre sus ingredientes. Todo ello se hace al horno, introducido en una olla de barro y forma característica que recibe también el nombre de tangia (posiblemente este sea el origen del nombre, del mismo modo que el tayín define al recipiente y al contenido, al igual que ocurre con la paella). El recipiente se introduce en un horno subterráneo, entre las cenizas, donde se hace lentamente. Es habitual que el recipiente se llene en la casa y luego se lleve a un horno público, en origen a los hornos de los hammames, y se retire varias horas después. El recipiente se cubre con un papel grueso en el que se marca el nombre del propietario.

## Variantes de tangia
- Tangia de Fès
- Tangia de Marrakech - Se trata de una especialidad de Marrakech tradicionalmente preparada por hombres, durante sus reuniones.

## Curiosidades
Algunos estudiosos de la cocina han llegado a señalar a este guiso como el origen del chili con carne de la cocina Tex-Mex, debido en parte a los inmigrantes de Islas Canarias (lugar donde se hacen guisos similares) que llegaron junto con los bereberes a la ciudad de San Antonio en Texas a finales del siglo XVII, aunque es bien sabido que la ciudad de San Antonio fue fundada por familias de inmigrantes prodecentes de Canarias.